# オニオコゼ
オニオコゼ（鬼鰧、鬼虎魚、学名：Inimicus japonicus）は、カサゴ目フサカサゴ科（あるいはオニオコゼ科）に属する魚類の一種。単にオコゼとも呼ばれる。

## 分布・生態
関東以南の太平洋と新潟県以南の日本海、および東シナ海に分布する。
浅海性で、生息範囲は沿岸から水深200mまで。底生性で、通常はあまり泳ぎ回ることなく海底に潜み、地味な体色を利用して砂や石に擬態する。食性は肉食性で、小魚などを待ち伏せ、素早く捕食する。

## 形態
体色は褐色系が多いが、色彩変異に富む。特にオレンジ色の珍しい種類もある。口は上向きにつく。体表は他のカサゴ類と同様にいぼ状・房状の突起が発達し、皮膚が剥がれているようにも見える。この異形の風貌により「おこ＝醜い・ぜ＝魚名語尾」で「オコゼ」の由来となっている。体長は20cm程度であることが多いが、最大では全長29cmに達する。
背鰭の棘条に毒腺を備え、刺されると激しく痛む。背鰭の鰭条は16-18本の棘条と、5-8本の軟条で構成される。背鰭の軟条の形態、鰭膜の切れ込みの形状から近縁のセトオニオコゼ・ヒメオニオコゼと鑑別される。

## 日本人との関係
ヤマノカミという俗称は、本種の干物を山の神への供物にする風習があったことによる。山の神は風貌が醜いうえ嫉妬深い女神であったが、自分よりも醜いオコゼの顔を見ると、安心して静まるのだという。
南方熊楠は随筆『山神オコゼ魚を好むということ』でこのことに触れている。それによると和歌山県南部にはオコゼを山の神に奉って儲けた伝承がいくつか知られ、たとえば山奥で木を伐採したが川の水量が少なくて運べなかったとき、オコゼを奉ると大雨が降って運べるようになったという。日向地方では猟師が懐にオコゼを隠し持ち、「これを差し上げるのでイノシシを出してほしい」と願うと取れる。その後、同じ魚を持って同じように願うと、山の神はオコゼほしさに何度でもイノシシを出すともいう。
三重県尾鷲市の矢浜地区にある桂山の山中で毎年2月7日に行われる「山ノ神講」の言い伝えによれば、山の神と海の神が手下の数を競い合ったところ同数であったが、遅れて最後にオコゼが来て海の神が勝った。そこで、山の神の機嫌を直すため、オコゼを捕まえて山の神に見せることで豊作を祈願するようになったという。この「山ノ神講」では懐に隠し持ったオコゼをちらりと見せては笑い声を上げるという所作があり、地元では季節の風物詩となっている。

### 食用
日本料理では、刺身・唐揚げ・吸い物などに利用される。非常に美味であるとともに可食部が少ないことから、日本では一般に高級魚として扱われる。
最近は個体数が減っており、香川県などでは養殖も行われている。